# Jacopo Sarno
Jacopo Sarno (ur. 1 września 1989) – włoski aktor i piosenkarz.

## Filmografia
- Io e la mamma (1996–1998) jako Paolino
- Don Luca (1999) jako Mirko
- Bradipo (2001)
- Il mammo (2001)
- Nickelodeon Kids’ Choice Awards (2006) jako Host
- Quelli dell’intervallo (2007–2008) jako Jaky
- Fiore e Tinelli (2007) jako Jason
- Quelli dell’intervallo in vacanza (2008–2009) jako Jaky
- Suite Life: Nie ma to jak statek (2009) jako Luca Fendini
- Chiamatemi Giò (2009) jako Himself
- Life Bites - Pillole di vita (2009) jako Himself
- Quelli dell’intervallo Cafe (2010)
- Non smettere di sognare (2011) jako Filippo Fil
- Noi (2011)
- Arriva lo Zecchino (2011) jako Host

## Dubbing
- Amici (1994–2004)
- Daria (2000)
- Abrafaxe:Under the Black Flag (2001) jako Brabax
- Harry Potter i Kamień Filozoficzny (2001) jako Harry Potter
- Daria (2 część) (2002)
- Harry Potter i Komnata Tajemnic (2002) jako Harry Poter
- Wstrząsy 4: Początek legendy (2004) jako Fu Yien Chang
- Harry Potter i więzień Azkabanu (2004) jako Harry Potter
- Harry Potter i Czara Ognia (2005) jako Harry Potter
- Gino il Pollo perso nella Rete (2006) jako Andrea/Cyber Boy
- Harry Potter i Zakon Feniksa (2007) jako Harry Potter
- Gengis Khan, il re del vento (2007)
- Czyngis-chan (2007)
- Strzelec (2007)
- Jedyna prawdziwa miłość (2008) jako Mike
- Uliveto (2008)
- Harry Potter i Książę Półkrwi (2009) jako Harry Potter
- Harry Potter i Insygnia Śmierci: Część I jako Harry Potter
- Harry Potter i Insygnia Śmierci: Część II jako Harry Potter

## Muzyka
2008:
Non pensare più
Tocca a me
Wonder why
Dimmi se sei tu
Voglio Te
Grido
Non c'è confine
Un vero amico
Non l'avevo previsto
La forza del sorriso
2009:
Anche a primavera
È tardi
Sara
Vent'anni
Ho voglia di vederti
Sogno te
Non so volare
Mai
Jenny
In ogni attimo
La nuova stella
Con te
Senza regole
2010:
Tommy E La Sedia Vuota
This is Christmas

## Dyskografia
2009: 1989
2010: Jacopo Sarno

## Inne albumy
2009:Pop It Rock It
2010:A Natale mi sposo
Non smettere di sognare- La colonna sonora
Di Radio 105 Network

## Piosenki
2009:
È tardi
Ho voglia di vederti
Vent'anni
2010:
Tommy E La Sedia Vuota
This is Christmas